# Kabinett İnönü V
Das Kabinett İnönü V war die sechste Regierung der Türkei, die vom 27. September 1930 bis zum 5. Mai 1931 von İsmet İnönü geführt wurde.
Bei der Parlamentswahl zur türkischen Nationalversammlung am 20. Juli 1927 war nur Mustafa Kemal Atatürks Partei Cumhuriyet Halk Fırkası (ab 1935 Cumhuriyet Halk Partisi) zugelassen und gewann so alle 335 Sitze. Im August 1930 beschloss Staatspräsident Atatürk die Einführung eines Mehrparteiensystems und bat seinen Freund und ehemaligen Ministerpräsidenten Fethi Okyar, eine „loyale“ Oppositionspartei zu gründen. Okyar gründete die Serbest Cumhuriyet Fırkası (SCF). Aufgrund der wirtschaftlichen Verhältnisse infolge der Weltwirtschaftskrise und von Vorwürfen der Vetternwirtschaft verlor die Regierungspartei CHF in den folgenden Monaten an Zustimmung. Ministerpräsident İnönü sah sich gezwungen, seine Regierung umzubilden und stellte sein fünftes Kabinett auf.
Bei den Kommunalwahlen im Oktober 1930 konnte die SCF trotzdem viele Mandate erringen und stellte sogar Mehrheiten in einigen Gemeinden. Auf massiven Druck der eigenen Partei forderte Atatütk daraufhin bald selbst ein Ende der Oppositionspartei. Am 17. November 1930 verkündete Okyar daraufhin die Selbstauflösung der SCF.
Die Regierungszeit des Kabinetts endete mit der Parlamentswahl vom 25. April 1931, das Kabinett blieb aber noch bis zum 5. Mai geschäftsführend im Amt.

## Regierung
| Titel                                          | Name                             | Partei | Amtszeit                                                               |
| ---------------------------------------------- | -------------------------------- | ------ | ---------------------------------------------------------------------- |
| Ministerpräsident                              | İsmet İnönü                      | CHF    |                                                                        |
| Justizminister                                 | Yusuf Kemal Tengirşenk           | CHF    |                                                                        |
| Verteidigungsminister                          | Abdülhalik Renda                 | CHF    |                                                                        |
| Innenminister                                  | Şükrü Kaya                       | CHF    |                                                                        |
| Außenminister                                  | Tevfik Rüştü Aras                | CHF    |                                                                        |
| Finanzminister                                 | Şükrü Saracoğlu Abdülhalik Renda | CHF    | 27. September 1930 – 25. Dezember 1930 25. Dezember 1930 – 4. Mai 1931 |
| Bildungsminister                               | Esat Sagay                       | CHF    |                                                                        |
| Minister für öffentliche Arbeiten              | Zekai Apaydın Hilmi Uran         | CHF    | 27. September 1930 – 29. Dezember 1930 29. Dezember 1930 – 4. Mai 1931 |
| Minister für Gesundheit und soziale Sicherheit | Refik Saydam                     | CHF    |                                                                        |
| Wirtschaftsminister                            | Şeref Özkan                      | CHF    |                                                                        |